# Алькама ибн Кайс
Абу Шибль ‘Алькама ибн Кайс ан-Наха‘и, известный как Алькама ибн Кайс (араб. علقمة بن قيس‎; ум. 681) — исламский богослов, толкователь Корана, хадисовед, факих. Принадлежит поколению табиинов.

## Биография
Его полное имя: Абу Шибль Алькама ибн Кайс ибн Абдуллах ибн Малик ан-Нахаи аль-Куфи. Родился при жизни пророка Мухаммада, но не видел его (мухадрам). Встречался со многими сподвижниками Пророка, в числе которых были Праведные халифы Абу Бакр, Умар, Усман и Али. В битве при Нахавенде сражался против хариджитов.
Исламское право (фикх) и толкование Корана (тафсир) изучал под руководством Ибн Масуда, который говорил про него: «Он читает всё, что читаю я, и знает всё, что знаю я».
Продолжателями его школы по чтению Корана (кираат) были: Яхья ибн Вассаб, Убайд ибн Надля, Абу Исхак аш-Шабли и другие. Среди его учеников по фикху были: Хаммад ибн Абу Сулейман, Абу Вали Шакик ибн Саляма, Амир аш-Шааби, Мухаммад ибн Сирин, Абдуррахман ибн аль-Асвад, Мусайиб ибн Рафи, Ибрахим ан-Нахаи, Умар ибн Алькама и другие.